# CIS Médias
CIS Médias (Culture-infos-sport) est un groupe de médias  guinéen consacré au sport et à la culture.
Le groupe CIS Médias comprend une chaîne de télévision (CIS TV) et une station de radio (CIS Radio), basée à Conakry, fondé en 2016 par Mamadou Antonio Souaré 

## Organisation

### Direction
Le groupe CIS Médias est dirigé par un Président Mamadou Antonio Souaré et d'un directeur général qui est depuis 2017 le sénégalais Aboubacry Bâ ex journaliste de Canal+.

### Siège
Le siège du groupe CIS Médias se trouve dans le quartier Lambadji dans la commune de Ratoma à Conakry qui est aussi le  siège de la télé et de la radio.

## Activités du groupe
Le groupe est riche dans les activités suivantes :